# كاثرين رايت
كاثرين رايت (بالإنجليزية: Katharine Wright)‏ هي مُدرسة أمريكية، ولدت في 19 أغسطس 1874 في دايتون في الولايات المتحدة، وتوفيت في 3 مارس 1929 في كانساس سيتي في الولايات المتحدة بسبب ذات الرئة.